# 愛知県立名古屋西高等学校
愛知県立名古屋西高等学校（あいちけんりつ なごやにしこうとうがっこう）は、愛知県名古屋市西区天神山町4-7にある県立高等学校。略称は「名古屋西高校」、「名西」（めいせい）等。

## 概要
自由を旨とする校風で、三階建ての北館（主にホームルーム）、中館（同）本館（職員室、特別教室など）南館、定時制職員室、定時制ランチルーム、および武道場、体育館、テニスコート、運動場、購買部、生徒用自転車置き場などからなり、天神山中学校に隣接する。正門のソテツの木は開校以来空襲にも耐えている学校の象徴である。
2015年（平成27年）に創立100周年を迎え、校舎は県立高校の中では古い部類に入る（築50年以上）。
火曜・水曜・金曜が50分×6コマ、月曜・木曜が50分×7コマの週32時間授業である。
3月に球技大会（2日開催）、9月に文化祭・体育祭（文化祭2日・体育祭1日）が行われる。

## 沿革
- 1915年（大正4年） - 愛知県立第二高等女学校として開校。
- 1927年（昭和2年） - 雨天体操場が完成する。
- 1933年（昭和8年） - 校歌制定式を執行する。
- 1945年（昭和20年） - 名古屋空襲により校舎全焼（死者2名）。
- 1948年（昭和23年） - 愛知県立名古屋西高等学校となる。
- 1952年（昭和27年） - 図書館が完成する。
- 1954年（昭和29年） - 天文台が完成する。
- 1961年（昭和36年） - 体育館が完成する。
- 1972年（昭和47年） - 定時制課程創設。当初は愛知県立児玉高等学校と称した。
- 1973年（昭和48年） - 学校群制度による1期生入学。市立北高校と名古屋4群、中村高校と名古屋5群を組む。
- 1975年（昭和50年） - 武道場が完成する。
- 1989年（平成元年） - 複合選抜入試制度による1期生入学。尾張1群Bグループに属する。
- 2005年（平成17年） - 創立90周年を迎える。
- 2007年（平成19年） - 体育館、武道場の耐震工事が行われる。
- 2007年（平成19年） - 津軽三味線同好会が部に昇格。
- 2011年（平成23年） - 合唱同好会が部に昇格。
- 2012年（平成24年） - 中館の耐震工事が行われる。
- 2018年（平成30年） - 創造表現コース新設。

## 校歌
- 鳥野幸次作詞／信時潔作曲（第二高等女学校）
- 山崎敏夫作詞／下総皖一作曲（名古屋西高等学校）

## 部活動

### 運動部
- 剣道部
- 柔道部
- 水泳部
- 陸上競技部：国民体育大会第4位入賞
- ラグビー部
- サッカー部
- 体操競技部
- 軟式野球部
- 卓球部
- テニス部（男・女）
- ソフトテニス部
- ハンドボール部
- バレー部（男・女）
- バスケットボール部（男・女）
- バドミントン部（女）
- ダンス部

### 文化部
- 作画研究部：第7回全国高等学校漫画選手権大会本戦出場
- 放送部
- 天文部
- 生物部
- 演劇部
- 家庭部
- 茶道部
- 美術部
- 合唱部
- J&F部（軽音楽）
- JRC部
- パソコン部
- 吹奏楽部
- ESS部
- 津軽三味線部

### その他
- 生徒会

## 著名な卒業生
- 水谷研治（経済学者：1952年（昭和27年）卒業）
- 寺西睦 日本の政治家
- 清水義範（作家：1965年（昭和40年）卒業）
- 中島恒雄（東京福祉大学創立者、総長：1966年（昭和41年） 卒業）
- 高千穂遥（作家：1969年（昭和44年）卒業）
- 山口義行（経済学者、立教大学名誉教授：1969年（昭和44年）卒業）
- 岩崎稔（東京外国語大学理事・副学長：1975年（昭和50年）卒業）
- 横井績（農林水産省九州農政局長：1981年（昭和55年）卒業）
- 諏訪哲史（芥川賞作家：1988年（昭和63年）卒業）
- 北川啓介（名古屋工業大学大学院教授：1992年（平成4年）卒業）
- 澤木良次（元大建工業社長、元日本建材・住宅設備産業協会副会長）
- 武藤光一（元商船三井社長、元日本船主協会会長）
- 山尾光則（元J1サッカー選手：1992年（平成4年）卒業）
- 早瀬雄一（NHKアナウンサー：1993年（平成5年）卒業）
- 柴幸男（岸田國士戯曲賞、劇作家・演出家：2000年（平成12年）卒業）
- 彦坂まなみ（モデル、タレント：2007年（平成19年）卒業）
- 森咲智美（グラビアアイドル：2011年（平成23年）卒業）
- 岡崎紗絵（モデル、女優：2014年（平成26年）卒業）
- 河井祐樹（ラグビー選手：2021年（令和3年）卒業）

## 交通アクセス
- 名古屋市営地下鉄鶴舞線 浄心駅下車、徒歩で約10分。
- 名古屋市営バス
  - 名駅13系統 - 「葭原町」バス停下車、徒歩で約1分。
    - 「児玉町」バス停、「天神山」バス停も比較的近い。

  - 名駅15系統 - 「天神山」バス停下車、徒歩で約3分。